# LaTaunya Pollard
LaTaunya Pollard, coniugata Romanazzi (East Chicago, 26 luglio 1960), è un'ex cestista statunitense.

## Carriera
Con gli Stati Uniti ha disputato i Campionati mondiali del 1983.